# کوه شیمبیریس
کوه شیمبیریس (انگلیسی: Mount Shimbiris) بلندترین قله سومالی است. بلندای آن ۲۴۶۰ متر از سطح دریا است و در رشته‌کوه عَلَمْدُو در منطقه سَناج واقع شده‌است. داده‌های مأموریت مکان‌نگاری شاتل رادار نشان می‌دهد که ارتفاع ۲۴۱۶ متر که اغلب برای این کوه نقل می‌شود، نادرست است.
دسترسی به این کوه با وسایل نقلیه وجود ندارد. با این حال بازدیدکنندگان می‌توانند در چادر اقامت کنند.